# Jeanne d'Orvieto
Jeanne d'Orvieto (Carnaiola, 1264 - Orvieto, 23 juillet 1306) est une tertiaire dominicaine reconnue bienheureuse par l'Église catholique.

## Biographie
Elle naît à Carnaiola (aujourd'hui frazione de Fabro) dans une famille de nobles désargentés. Elle est bientôt orpheline et recueillie par des membres de sa famille et confiée à une couturière pour apprendre ce métier. Elle se place sous la protection des anges. À l'âge de dix ans, elle désire se consacrer à Dieu mais sa famille adoptive l’a promise à un jeune homme riche ; elle s'enfuit alors à Orvietooù elle prend l'habit du tiers-ordre dominicain âgée seulement de 14 ans. Elle a une grande dévotion pour la passion du Christ et selon son hagiographie, tous les vendredis, elle entre en extase et revit les souffrances du Christ. Après sa mort, elle est enterrée dans l'église Saint Dominique d'Orvieto mais lors du jubilé de l'an 2000, on procède à la translation de ses reliques dans l'église des saints Sauveur et Sévère de son village natal. Son culte est confirmé par le pape Benoît XIV le 11 septembre 1754. Elle est la patronne des couturières et des brodeuses.